# Zola Jesus
Zola Jesus (artiestennaam van Nika Roza Danilova, geboren als Nicole Rose Hummel; Phoenix, 1989) is een Amerikaans singer-songwriter en producer. Ze groeide op in het noorden van de staat Wisconsin waar ze tijdens haar studie begon met het uitbrengen van muziek. Haar debuutalbum The Spoils verscheen in 2009 op het onafhankelijke platenlabel Sacred Bones. In de daarop volgende jaren bracht ze meer werk uit dat gekenmerkt werd als gothic, industrial en klassiek. In 2014 bracht ze haar vierde album Taiga uit op Mute. Ze sloeg met dit album een meer op pop georiënteerde weg in terwijl ze haar eigen sound behield.

## Discografie
Studioalbums
- The Spoils, 2009
- Stridulum II, 2010
- Conatus, 2011
- Taiga, 2014
- Okovi, 2017
- Arkhon, 2022